# 貝爾蒙特 (伊利諾伊州)
貝爾蒙特（英語：Bellmont）是位於美國伊利諾伊州沃巴什縣的一個村落。

## 地理
貝爾蒙特的座標為38°23′05″N 87°54′34″W / 38.38472°N 87.90944°W，而該地最高點為海拔高度130米（即427英尺）。

## 人口
根據2010年美國人口普查的數據，貝爾蒙特的面積為0.83平方千米，當中陸地面積為0.83平方千米，而水域面積為0.00平方千米。當地共有人口276人，而人口密度為每平方千米332人。